# Boscos de pluja de Mizoram-Manipur-Kachin
Els boscos de Mizoram-Manipur-Kachin és una ecoregió forestal humida subtropical de bosc ample que ocupa els baixos turons de la regió fronterera muntanyosa que uneix Índia, Bangladesh i Birmània. L'ecoregió té una superfície de 135.600 quilòmetres quadrats. Situat on es reuneixen les biotes del subcontinent indi i Indoxina, i en la transició entre les regions subtropicals i tropicals d'Àsia, les selves tropicals Mizoram-Manipur-Kachin acullen una gran biodiversitat. La WWF valora l'ecoregió com a "destacada globalment" en distintivitat biològica.

## Geografia i biomes veïns
L'ecoregió es caracteritza per un bosc de fulla semiperenne, que abasta les baixes cotes dels Turons de Chin, la serralada d'Arakan a l'estat Birmà d'Arakan, l'estat de Manipur de l'Índia, els adjacents Turons de Chittagong de Bangladesh, i després s'estén cap al nord pels Tossals de Naga i de Mizo per cobrir la major part dels estats de l'Índia de Nagaland i Mizoram, i també cap a l'est a través de la Divisió de Sagaing de Birmània i l'Estat de Kachin fins a la frontera entre Birmània i Xina.
Els boscos costaners birmans ocupen les terres baixes litorals de Birmània al sud i al sud-oest d'aquesta ecoregió. A l'oest, l'ecoregió voreja l'ecoregió de boscos subtropicals de Meghalaya, que inclou el sud-est d'Assam, els boscos semiperennes de la vall de Brahmaputra a les terres baixes assameses i tot l'estat de Meghalaya. Les selves Mizoram-Manipur-Kachin s'estenen fins a l'elevació de 1.000 metres de la serralada Chin Hills-Arakan Yoma, i els boscos de les muntanyes Chin Hills-Arakan Yoma ocupen la part de l'interval de més de 1.000 metres. A mesura que els boscos de Mizoram-Manipur-Kachin s'estenen a l'est a Birmània, estan limitats pels boscos caducifolis humits d'Irrawaddy a la conca del riu Irrawaddy al sud, els boscos subtropicals del Triangle del Nord amb major elevació al nord i els boscos subtropicals de l'Indoxina septentrional a l'est. Les pinedes del nord-est de l'Índia-Birmània ocupen les elevacions més elevades dels turons de Naga al llarg de la frontera Nagaland-Birmània i estan envoltades pels boscos tropicals Mizoram-Manipur-Kachin a l'oest, al sud i a l'est.

## Clima
El clima de l'ecoregió és tropical i humit, encara que una mica més fresc que les terres baixes adjacents. Les precipitacions provenen majoritàriament dels vents monsònics de la Badia de Bengala i les parts de l'ecoregió poden rebre fins a 2.000 mil·límetres de pluja l'any.

## Flora
A la selva tropical de Mizoram-Manipur-Kachin, la comunitat vegetal predominant és la selva tropical semiperenne, que cobreix la gran majoria de la zona intacta de l'ecoregió, un total del 36% de l'ecoregió. Altres comunitats vegetals inclouen el bosc humit tropical de fulla perenne tropical (5% de la superfície total de l'ecoregió), el bosc caducifoli humit tropical (2%), el bosc temperat humit de muntanya (2%) i el bosc montà subtropical (1%). El 19% de la superfície de l'ecoregió ha estat netejada, principalment per a l'agricultura i la pastura, i el 34% de l'ecoregió consisteix en zones degradades.
El bosc de fulla semiperenne està dominat per arbres de la família dels dipterocarps, inclosos Dipterocarpus alatus, D. turbinatus, D. griffithii, Parashorea stellata, Hopea odorata, Shorea burmanica i Anisoptera scaphula. Arbres d'altres famílies inclouen Swintonia floribunda, Eugenia grandis, Xylia xylocarpa, Gmelina arborea, Bombax insignis, Bombax ceiba, Albizia procera i Castanopsis spp.

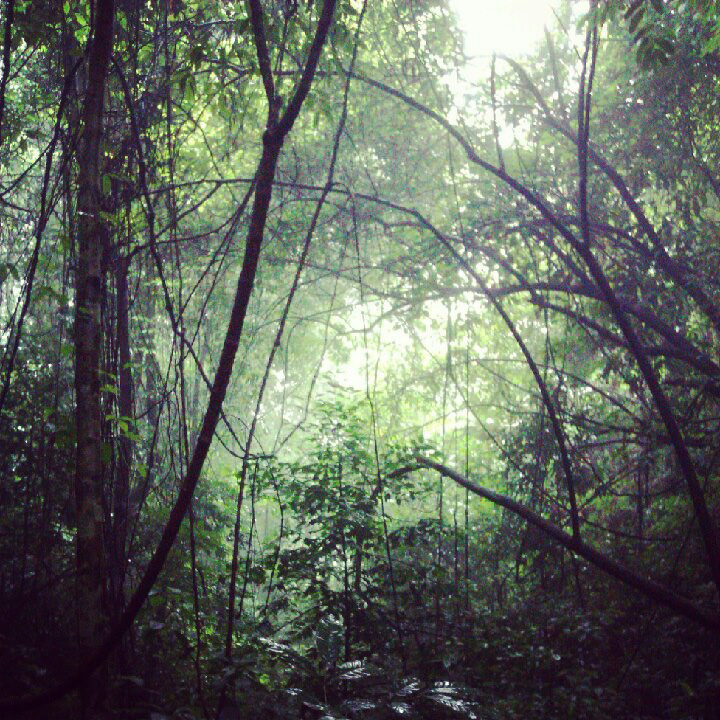
Forest pluvial en l'estat de Manipur
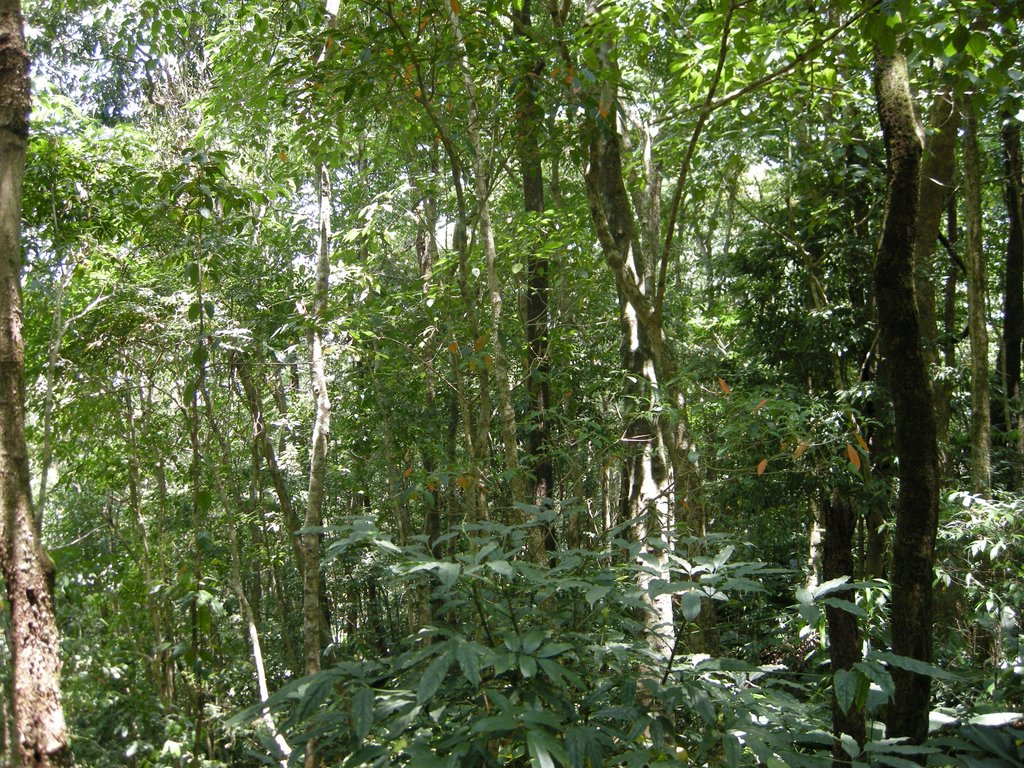
Reserva de tigres de Dampa, estat de Mizoram
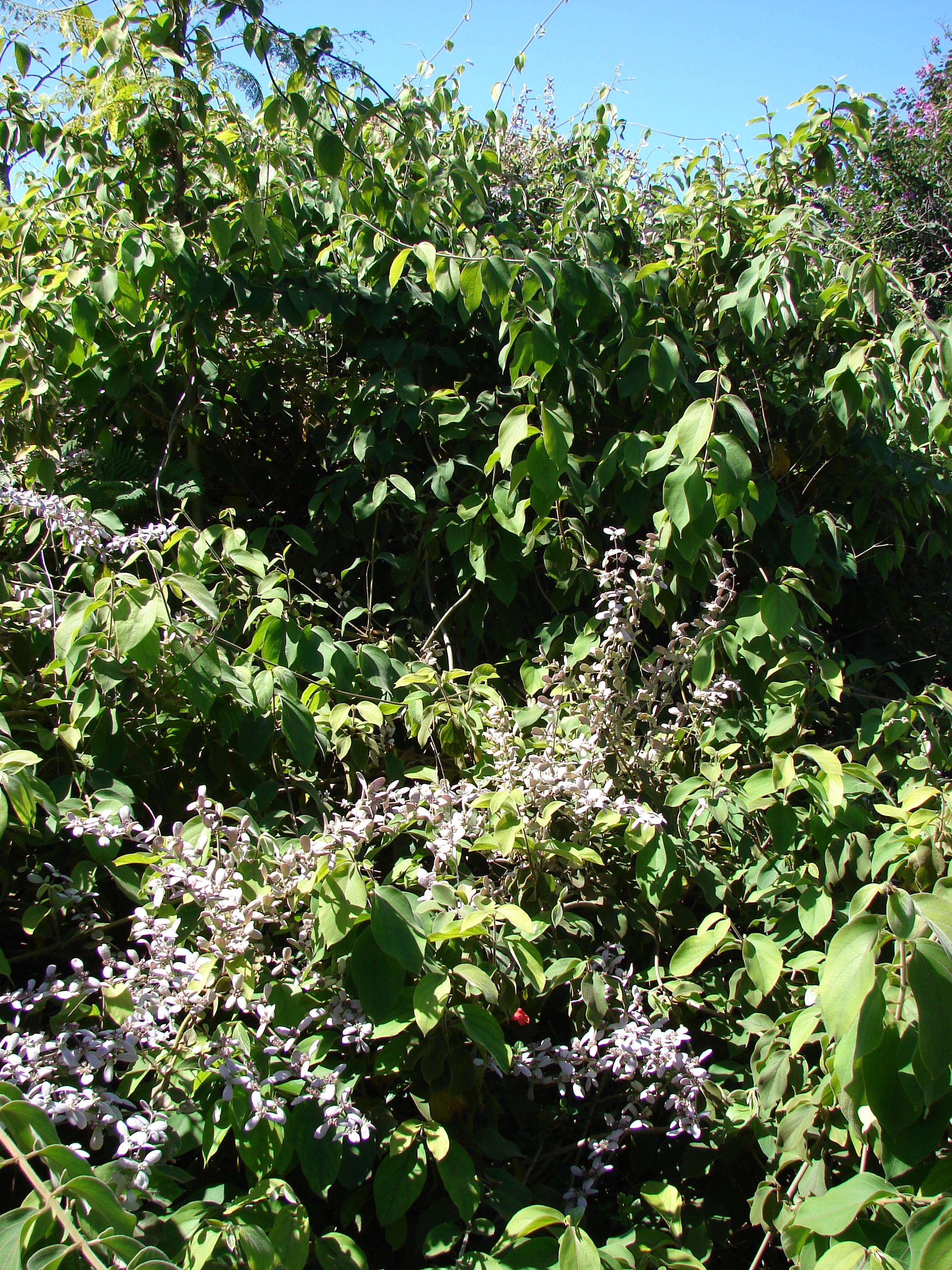
habitual d'aquest ecoregió i les veïnes, nom vulgar "dutxa d'orquídies"
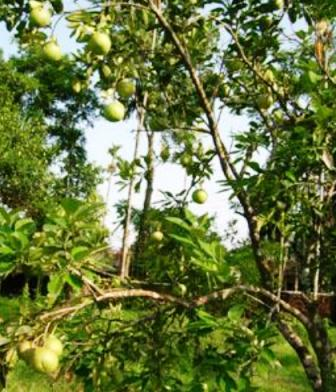
Taronger salvatge (citrus macroptera) és nadiu d'aquesta ecoregió)
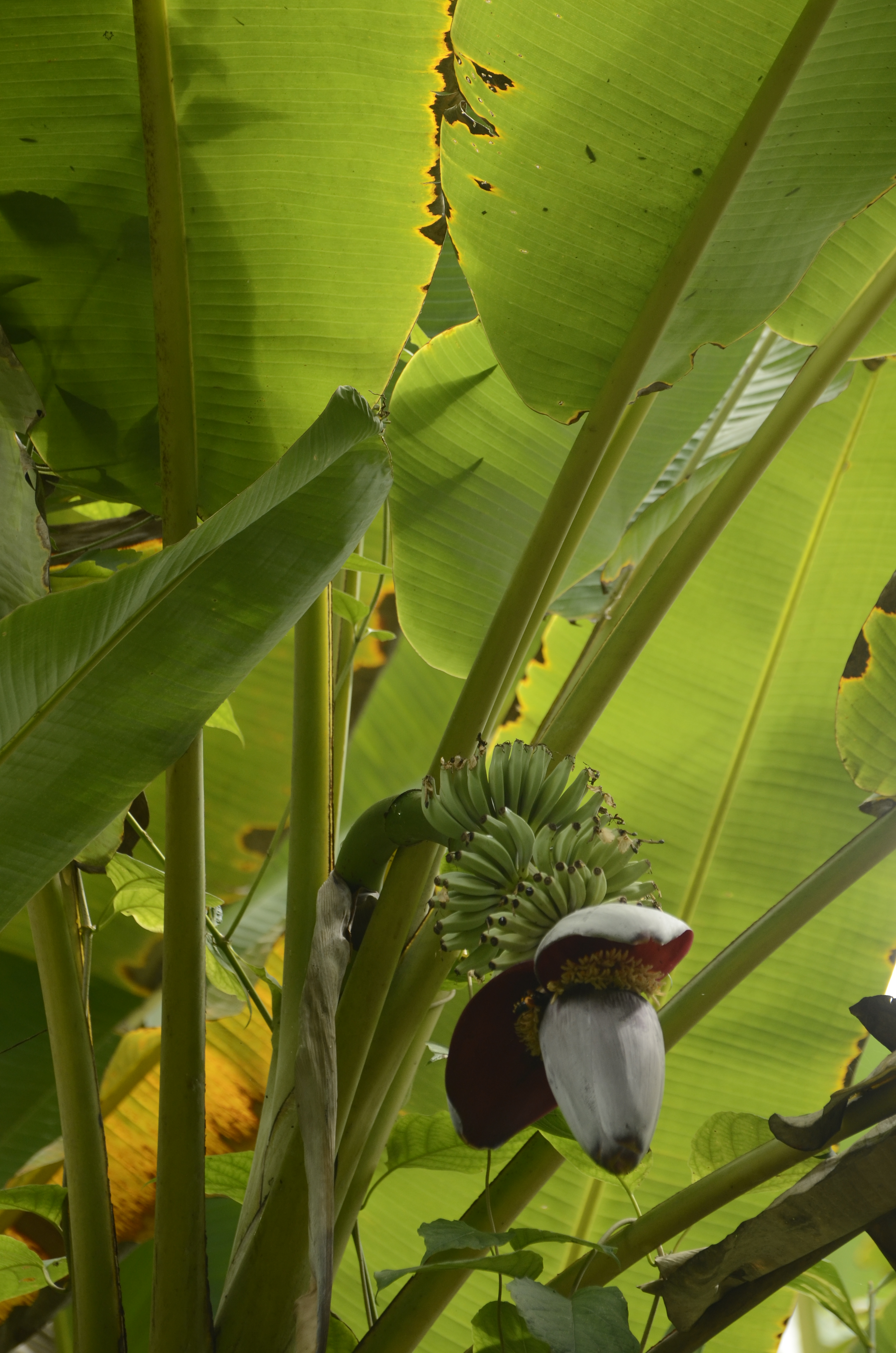
Arbres del gènere Musa (planta) silvestres.
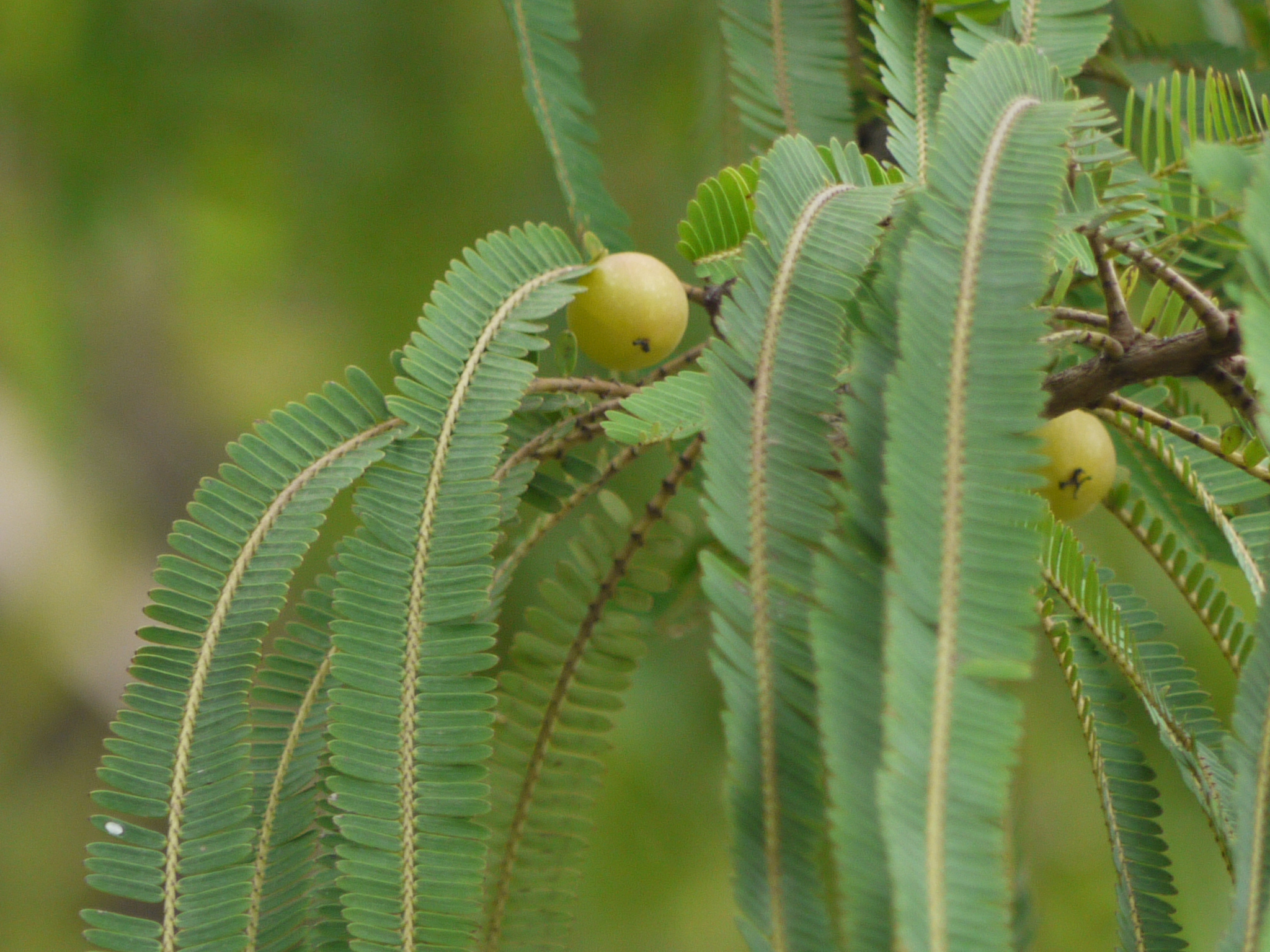
Phyllanthus emblica creixent silvestre
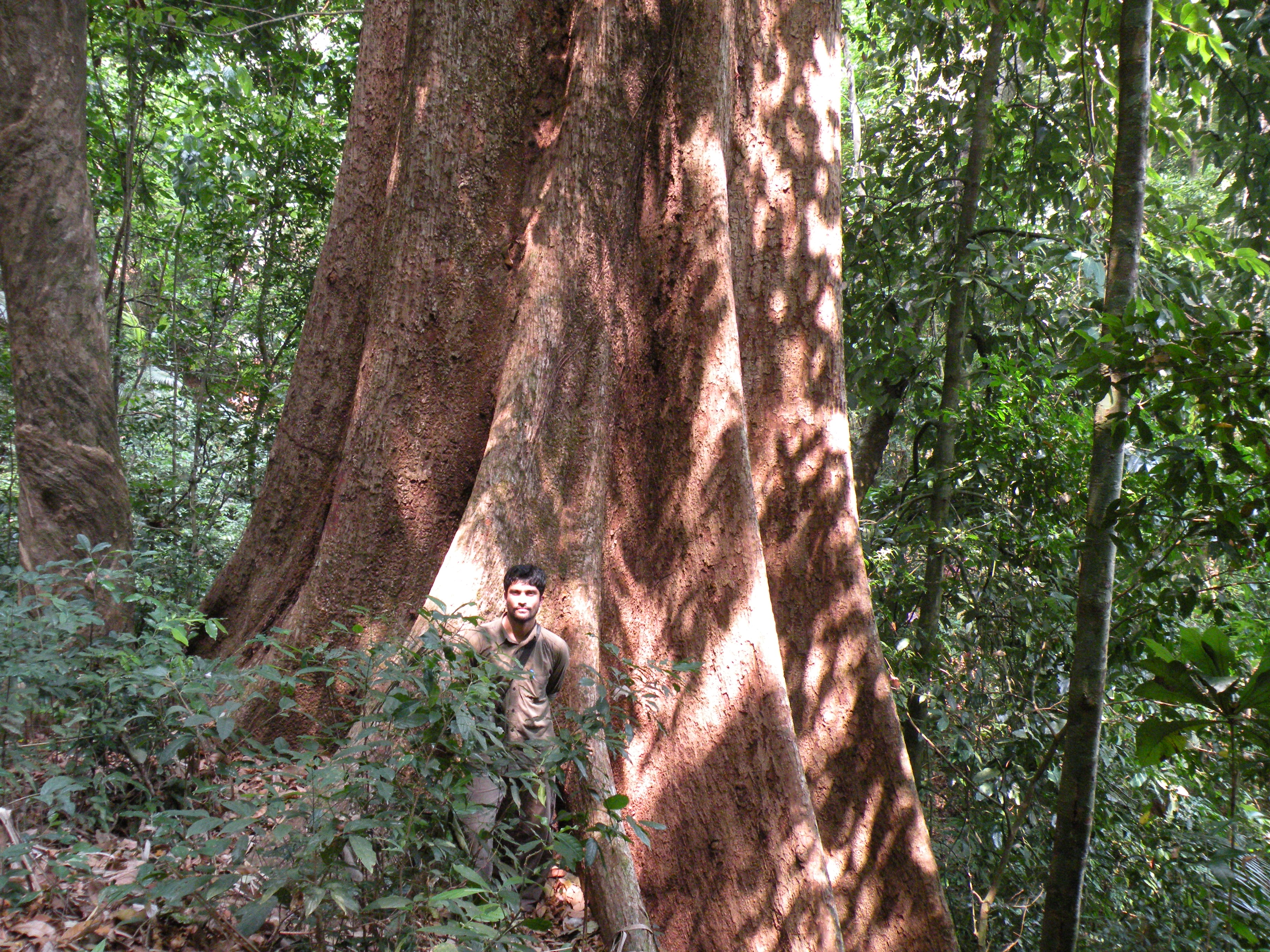
Arbre del cotó (bombax ceiba) és un dels molts arbres que creixen en les forests de Mizoram-Manipur-Kachin, on pot aconseguir grans alçades.

## Fauna

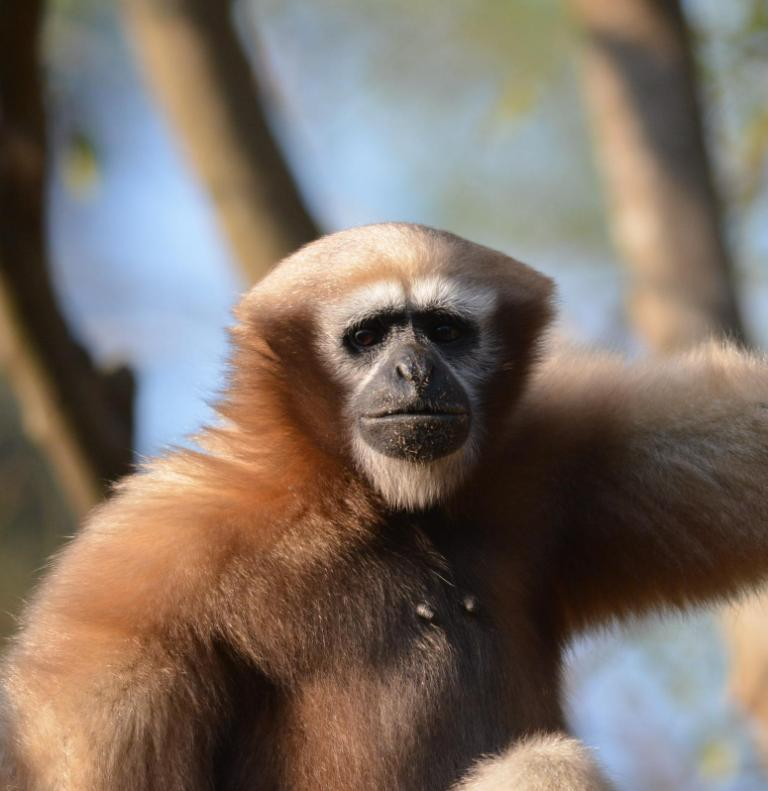
Femella de Gibó huloc.

L'ecoregió acull 149 espècies de mamífers conegudes. Inclou dues espècies gairebé endèmiques, una ratapinyada Pipistrellus joffrei i un rosegador múrid Hadromys humei. L'ecoregió acull diverses espècies de mamífers amenaçats i en perill d'extinció, com ara el tigre (Panthera tigris), la pantera nebulosa (Pardofelis nebulosa), l'elefant asiàtic (Elephas maximus), el cérvol d'Eld (Cervus eldii), el gaur (Bos gaurus), gòral de l'Himàlaia (Nemorhaedus goral), panda vermell comú (Ailurus fulgens), llúdria de l'Índia (Lutrogale perspicillata), civeta grossa de l'Índia (Viverra zibetha), mostela de llom ratllat (Mustela strigidorsa), macac assamès (Macaca assamensis), macaco d'Assam (Macaca arctoides) macaco de cua de porc meridional (Macaca nemestrina), Semnopithecus pileatus i gibó huloc occidental (Hylobates hoolock).